# El Mokhtar
El Mokhtar (9 février 1971 – 31 décembre 1983) est un cheval arabe de course issu de lignées égyptiennes. Réputé pour la beauté de ses yeux, il est l'un des trois étalons Arabe noirs qui ont incarné Black dans le deuxième film de la saga de l'étalon noir, Le Retour de l'étalon noir. Il meurt de coliques durant le tournage du film, au Maroc.

## Histoire
El Mokhtar est né au Caire, en Égypte, en 1971. Il est importé par un syndicat américain d'éleveurs de chevaux arabes en 1974. Sa carrière d'étalon reproducteur est plutôt discrète : les amateurs de chevaux arabes américains le connaissent seulement par quelques articles dans des magazines spécialisés. 
Walter Farley, l'auteur de la série de livres L'Étalon noir, rencontre El Mokhtar peu de temps après son arrivée aux États-Unis, et le considère comme le cheval le plus proche de sa représentation de Black, l'étalon noir de ses romans. L'entraîneur des chevaux du film, Corky Randall, estime également qu'El Mokhtar est le meilleur des chevaux qui lui aient été proposés pour incarner Black. Une proposition est faite pour qu'El Mokhtar joue dans le film L'Étalon noir (sorti en 1979), mais le syndicat de propriétaires refuse fermement.
Il double Cass Ole dans Le Retour de l'étalon noir. Il joue notamment dans la scène de course dans le désert, ainsi que les scènes de parade avec la jument Johar. Il meurt de coliques durant le tournage du film, au Maroc : aucun vétérinaire n'étant présent sur place, il est impossible de l'opérer.

## Description
El Mokhtar est célèbre pour ses très grands yeux expressifs, et présente une longue encolure nette. Formé comme cheval de course, il est capable de galoper de façon réaliste. Il est aussi d'une taille inhabituellement élevée pour un cheval arabe, soit 1,60 m. Durant l'entraînement pour le film, il se montre calme, sensible et intelligent.

## Pedigree
El Mokhtar provient d'une lignée de Pur-sang arabes de course égyptiens,.

## Descendance et hommages
El Mokhtar s'est révélé un bon reproducteur. L'une de ses filles est devenue championne de halter en Norvège.
Sa mort tragique durant le tournage du retour de L'Étalon noir a poussé l'acteur Kelly Reno à déclarer que le film serait un hommage à ce cheval.